# Белем Герреро Мендес
Белем Герреро Мендес (ісп. Belem Guerrero, 8 березня 1974) — мексиканська велогонщиця.
Срібна призерка Олімпійських Ігор 2004 року в гонці за очками, учасниця 1996, 2000 років.
Срібна призерка Панамериканських ігор 1995 (гонка за очками), 1999 (гонка за очками) років, бронзова призерка 1995 року в індивідуальній гонці переслідування.
Переможниця Ігор Центральної Америки і Карибського басейну 2002 року в гонці за очками, срібна призерка 2002 (індивідуальна гонка переслідування на 3000 м), 2002 (скретч) років, бронзова призерка 2002 року в груповій шосейні гонці.
Срібна призерка Чемпіонату світу з трекових велоперегонів 1998 року в гонці за очками, бронзова призерка 1997 (гонка за очками), 2001 (гонка за очками), 2004 (гонка за очками) років.